# Crambella teretifolia
Crambella teretifolia là một loài thực vật có hoa trong họ Cải. Loài này được (Batt. & Trab.) Maire mô tả khoa học đầu tiên.